# Sucé-sur-Erdre
Sucé-sur-Erdre är en kommun i departementet Loire-Atlantique i regionen Pays de la Loire i nordvästra Frankrike. Kommunen ligger i kantonen La Chapelle-sur-Erdre som tillhör arrondissementet Nantes. År 2022 hade Sucé-sur-Erdre 7 457 invånare.

## Befolkningsutveckling
Antalet invånare i kommunen Sucé-sur-Erdre
| Referens: INSEE |